# تساپل
تساپل (به آلمانی: Zapel) یک شهر در آلمان است که در لودویگسلوست-پارشیم واقع شده‌است. تساپل ۴۶۰ نفر جمعیت دارد.